# Otar Chiecyja
Otar Michajłowicz Chiecyja (ros. Отар Михайлович Хеция, ur. 1965) – abchaski polityk, minister spraw wewnętrznych Abchazji w latach 2005–2010 i ponownie w latach 2011–2014, Sekretarz Rady Bezpieczeństwa Abchazji w latach 2010–2011.

## Życiorys
Chiecyja urodził się w 1965 roku. W 1986 roku został sierżantem służby patrolowej i granicznej miasta Gagra. Uczestnik wojny w Abchazji w latach 1992–1993. W 1992 roku sprawował funkcję naczelnika spraw karnych Gagry, a w latach 1993–1994 był zastępcą gagryjskiego rejonowego oddziału spraw wewnętrznych. W latach 1996–2000 Chiecyja był szefem oddziału policji kryminalnej MSW Abchazji. Następnie w latach 2000–2005 był szefem Wydziału Spraw Wewnętrznych w Suchumi.
28 lutego 2005 roku, na mocy dekretu prezydenta Siergieja Bagapsza, Otar Chiecyja został ministrem spraw wewnętrznych Abchazji. Urząd ten pełnił do 12 sierpnia 2010 roku. 18 sierpnia 2010 roku został mianowany na Sekretarza Rady Bezpieczeństwa Abchazji.
4 sierpnia 2014 roku Chiecyja został odwołany z funkcji ministra spraw wewnętrznych. Miało to związek z majowym kryzysem politycznym, wskutek którego odsunięto od władzy prezydenta Aleksandra Ankwaba.
W 2016 roku w Abchazji miał miejsce kolejny kryzys polityczny. Z inicjatywy obywateli na 10 lipca wyznaczono datę referendum dotyczącego zorganizowania przyspieszonych wyborów prezydenckich. Na kilka dni przed planowanym głosowaniem upubliczniono nagranie, na którym minister spraw wewnętrznych, Leonid Dzapszba, grozi zwolnieniem podwładnych, którzy będą uczestniczyć w referendum. Po ujawnieniu nagrania trzech byłych ministrów spraw wewnętrznych, Otar Chiecyja, Raul Łołua i Abesalom Bejia, wezwali prezydenta Raula Chadżymbę do zdymisjonowania Dzapszby. 5 lipca mieszkańcy rozpoczęli protesty i dokonali szturmu na siedzibę MSW, w czasie którego 20 osób zostało rannych. Tego samego dnia Leonid Dzapszba został zawieszony w pełnieniu funkcji ministra. Według prokuratora generalnego Abchazji, Aleksieja Łomiji, w zamieszkach wzięło udział do 1000 osób.
W wywiadzie w 2017 roku Otar Chiecyja za przyczynę wysokiej przestępczości w Abchazji uznał posiadanie dużej ilości broni przez mieszkańców, głównie pozostałości po wojnie. Zaproponował przywrócenie patroli milicyjnych na ulicach w celu zmniejszenia skali zjawiska.